# Villarmayor
Villarmayor – gmina w Hiszpanii, w prowincji Salamanka, w Kastylii i León, o powierzchni 39,05 km². W 2011 roku gmina liczyła 215 mieszkańców.